# Crazy Stupid Love (dal)
A Crazy Stupid Love Cheryl Cole brit énekesnő kislemeze. A dalon Tinie Tempah brit rapper is közreműködik. Szerzői Cole, Tempah, Wayne Wilkins, Heidi Rojas, Katelyn Tarver és Kevin Anyaeji voltak, míg producere Wilkins volt. 2014. július 18-án jelent meg az énekesnő negyedik, Only Human című albumának első kislemezeként. A szám első helyezett lett a brit, valamint ír kislemezlistán is.

## Háttér
Cole harmadik albumának (A Million Lights) megjelenését követően szólóban, majd a Girls Aloud-dal is turnézott 2012-ben, illetve 2013-ban. 2012 novemberében jelent meg válogatásalbumuk, a Ten, majd 2013-ban koncerteztek. Ennek befejeztével bejelentették, hogy a csapat végleg feloszlik.
2014. május 27-én a Hello! magazinnak adott interjújában Cole közölte, hogy negyedik albuma várhatóan novemberben jelenik meg, melyet a Crazy Stupid Love című kislemez kiadása előz majd meg, Tinie Tempah közreműködésével. Május 29-én jelentették be, hogy az új dal június 2-án debütál a BBC Radio 1, Capital FM és Kiss műsorán is. A videó megjelenését június 9-re ígérték.

## Kereskedelmi fogadtatás
2014. július 23-án megerősítették, hogy a Crazy Stupid Love 77 000 eladott példánnyal vezeti az azon heti eladásokat a brit kislemezlistán. Július 27-re ez a szám 118 000-re nőtt, ezzel Cole negyedik első helyezett kislemezét adta ki a szigetországban, Geri Halliwell és Rita Ora után ő a harmadik brit énekesnő, aki ezt elmondhatja magáról. A szám Írországban is első helyezést ért el július 25-én.

## Videóklip
A dalhoz tartozó videóklip 2014 májusában került forgatásra Londonban. A kisfilm rendezője Colin Tilley. 2014. június 9-én jelent meg a videó. A 4Music a következőket mondta a videóról: „Nem emlékszünk rá, hogy valaha láttuk volna Cheryl-t ilyen boldognak is egy videóban! Tinie Tempah bizonyára így hat az emberekre.”

## Élő előadások
Cole és Tempah először a Britain’s Got Talent nyolcadik évadján adták elő a dalt 2014. június 7-én. Cole a The Graham Norton Show-ban is megjelent június 20-án, majd másnap a Summertime Ball-on énekelt ismét élőben.

## Számlista és formátumok
Digitális letöltés
1. Crazy Stupid Love (közreműködik Tinie Tempah) - 3:46[17]

The Remixes EP
1. Crazy Stupid Love (közreműködik Tinie Tempah) [Club Mix] - 3:29
2. Crazy Stupid Love (közreműködik Tinie Tempah) [LuvBug Remix] - 4:06
3. Crazy Stupid Love (Steve Smart & West Funk Club Mix) - 4:36
4. Crazy Stupid Love (Patrick Hagenaar Colour Code Remix) - 7:02

## Slágerlistás helyezések
| Slágerlista (2014)               | Legjobb helyezés |
| -------------------------------- | ---------------- |
| Ausztrália (ARIA)                | 43               |
| Belgium (Ultratip Flandria)      | 80               |
| Belgium (Ultratip Vallónia)      | 49               |
| Írország (IRMA)                  | 1                |
| Skócia (Official Charts Company) | 1                |
| Spanyolország (PROMUSICAE)       | 39               |
| UK (Official Charts Company)     | 1                |

## Megjelenések
| Ország        | Dátum            | Formátum           | Kiadó   | Hivatkozás |
| ------------- | ---------------- | ------------------ | ------- | ---------- |
| UK            | 2014. június 30. | Rádió              | Polydor | [ 26 ]     |
| Írország      | 2014. július 18. | Digitális letöltés | Polydor | [ 27 ]     |
| Németország   | 2014. július 18. | Digitális letöltés | Polydor | [ 28 ]     |
| Hollandia     | 2014. július 18. | Digitális letöltés | Polydor | [ 29 ]     |
| Ausztrália    | 2014. július 18. | Digitális letöltés | Polydor | [ 30 ]     |
| Finnország    | 2014. július 18. | Digitális letöltés | Polydor | [ 31 ]     |
| UK            | 2014. július 20. | Digitális letöltés | Polydor | [ 17 ]     |
| Franciaország | 2014. július 21. | Digitális letöltés | Polydor | [ 32 ]     |
| Dánia         | 2014. július 21. | Digitális letöltés | Polydor | [ 33 ]     |
| Japán         | 2014. július 21. | Digitális letöltés | Polydor | [ 34 ]     |
| Tajvan        | 2014. július 21. | Digitális letöltés | Polydor | [ 35 ]     |
| Belgium       | 2014. július 21. | Digitális letöltés | Polydor | [ 36 ]     |
| Olaszország   | 2014. július 21. | Digitális letöltés | Polydor | [ 37 ]     |
| Lengyelország | 2014. július 21. | Digitális letöltés | Polydor | [ 38 ]     |
| Spanyolország | 2014. július 21. | Digitális letöltés | Polydor | [ 39 ]     |

## Fordítás
- Ez a szócikk részben vagy egészben  a   Crazy Stupid Love (song) című angol Wikipédia-szócikk fordításán alapul.  Az eredeti cikk szerkesztőit annak laptörténete sorolja fel. Ez a jelzés csupán a megfogalmazás eredetét és a szerzői jogokat jelzi, nem szolgál a cikkben szereplő információk forrásmegjelöléseként.